# Iso flosmaris
Iso flosmaris is een straalvinnige vissensoort uit de familie van vleugelaarvissen (Notocheiridae). De wetenschappelijke naam van de soort is voor het eerst geldig gepubliceerd in 1901 door Jordan & Starks.